# Половское (озеро)
Половское — озеро в Пеновском муниципальном округе Тверской области России.
В озеро втекает река Мостовлянка, вытекает река Половизьма. 
На северном берегу озера расположена деревня Полово.

## Данные водного реестра
По данным государственного водного реестра России относится к Верхневолжскому бассейновому округу, водохозяйственный участок реки — Волга от истока до Верхневолжского бейшлота. Речной бассейн реки — (Верхняя) Волга до Куйбышевского водохранилища (без бассейна Оки).
Код объекта в государственном водном реестре — 08010100111110000000209.